# Isabel Miramontes
Isabel Miramontes (Santiago de Compostela, 1962) es una escultora belga de origen español. Es conocida por sus desproporcionadas esculturas de bronce de figuras humanas.

## Trayectoria
Miramontes nació en Santiago de Compostela, pero creció y estudió en Bélgica.Obtuvo un diploma en Bellas Artes en el Institut Sainte Marie de Bruselas y en 1988 continuó sus estudios en la Academia de Bellas Artes de Saint-Gilles, en el estudio de Patrick Poullart donde desarrolló el dibujo y esbozo sobre modelos vivos.Después recibió clases del historiador del arte Gastón Fernández quien influyó en su pensamiento artístico y posteriormente en el taller de Jacob Hasbún, donde descubrió su pasión por la escultura, que se convirtió en su medio de expresión preferido.
Utiliza generalmente el bronce como material en sus esculturas. Exhibe el movimiento del cuerpo humano y lo divide en tiras, espirales y formas retorcidas, y esta fluidez contrasta con el rostro que tiene una expresión en blanco. Esta yuxtaposición implica una sensación de drama y tensión. Miramontes pretende transmitir no sólo la actividad física sino también la emocional, representando el poder y la fragilidad ambiguos de la psique, los sueños y los éxitos, o el deseo de aislamiento y libertad.
El espacio es un aspecto importante en sus obras. Crea esculturas abstractas y surrealistas que juegan con la perspectiva y la proporción, como se evidencia en sus movimientos exagerados y cuerpos alargados.

## Selección de trabajos
- Siesta
- Seaside
- Tango
- Primavera
- Entasis
- Amor[8]
- Corps Accord
- Songe[9]
- Fauteuil[10]
- Arobase[11]
- My Way[12]